# Josefine Swoboda
Josefine Swoboda (* 29. Januar 1861 in Wien; † 27. Oktober 1924 ebenda) war eine österreichische Malerin und Grafikerin. Sie war Porträtistin an europäischen Fürstenhöfen und Hofmalerin der englischen Königin Victoria.

## Biografie
Josepha Maria Swoboda, familiär Josefine oder Pipsl genannt, wurde als drittes Kind des seit der Biedermeierzeit bekannten Porträt- und Genremalers Eduard Swoboda (1814–1902) und seiner zweiten Frau Josefine (1839–1906), Tochter des Wiener Lithografen Leopold Müller (1807–1862), geboren. Ihr Onkel väterlicherseits war der Landschafts- und Tiermaler Rudolf Swoboda der Ältere (1819–1859), ein älterer Bruder der als bedeutend geltende Orient- und Porträtmaler Rudolf Swoboda der Jüngere (1859–1914).
Sie besuchte die Volksschule und erhielt ersten Malunterricht bei ihrem Vater. 1878 trat sie als Hospitantin in die Kunstgewerbeschule ein, erhielt erste Aufträge und besuchte bis 1886 die Fachklasse für Figurales Zeichnen und Malen. 1879 und 1880 war Ferdinand Laufberger ihr Lehrer; nach dessen Tod studierte sie bei Julius Victor Berger, wobei sie sich auf Aquarellporträts verlegte.
Swobodas Werke waren hauptsächlich Aquarelle, meist Porträts und (weniger) Genreszenen und Stillleben. Dazu beherrschte sie die Miniaturmalerei. Häufig arbeitete sie mit Fotografien als Malvorlage.
1886 war ihr Bruder Rudolf Hofmaler am englischen Hof geworden; 1888 schickte sie Proben ihres malerischen Könnens nach London und wurde 1890, mit 29 Jahren, selbst Hofmalerin bei Königin Victoria. Ihre Bilder sind noch heute in der Royal Collection in Windsor Castle zu sehen, insgesamt 28 Aquarelle, dazu 13 eigenhändige Kopien. 1886 waren erstmals Werke von ihr im Künstlerhaus Wien zu sehen, wo sie zunächst als „Amateur“, dann als korrespondierendes Mitglied des Aquarellisten-Clubs geführt wurde. Das Künstlerhaus zeigte bis 1921 regelmäßig ihre Werke auf den Jahres- und Permanenten Ausstellungen. Weitere Ausstellungen ergaben sich ab 1888 in Hamburg (Porträt Prinzessin Heinrich von Preußen), München und Berlin. In Wien nahm sie als Gast an den Ausstellungen der Gruppe der Acht Künstlerinnen teil, die in ein- bis zweijährigen Abständen von 1900 bis 1909 im Kunstsalon Pisko stattfanden, einem der wichtigsten Kunstsalons im Wien des Fin de Siècle.
Josefine Swoboda blieb unverheiratet und wohnte zeitlebens im väterlichen, 1818 von Hofbaumeister Karl Ehmann erbauten Haus „Zum Wollbaum“ in Wien VI., Gumpendorfer Straße 57, an dem sie nach dem Tod des Vaters und des Bruders Rudolf Erbteile besaß. Das Haus wurde, obwohl es in einer Schutzzone stand, im Jahr 2015 abgerissen und durch einen Neubau ersetzt.
Josefine Swoboda starb am 27. Oktober 1924 63-jährig an einem Herzfehler und Lungentuberkulose und wurde im Familiengrab auf dem Wiener Zentralfriedhof beigesetzt.

## Rezeption
Constantin von Wurzbach schreibt 1880 in seinem Biographischen Lexikon des Kaiserthums Oesterreich: „Ihre trefflichen Arbeiten finden rasche Abnahme und die erst 19jährige Künstlerin berechtigt zu den schönsten Hoffnungen.“
Nach ihrem Tod geriet Josefine Swoboda in Vergessenheit. Zumeist wurde ihr Name nur im Zusammenhang mit anderen Mitgliedern der Künstlerfamilien Swoboda und Müller genannt, ohne dass auf ihr eigenes künstlerisches Werk eingegangen wurde. Posthum erschien 1930 unter dem Titel Franz Josephs letzte Porträtsitzung eine Anekdote, laut der Kaiser Franz Joseph I. ihr Honorar für sein Miniaturporträt verdoppelt habe, da „… es nicht angehe, daß der Rahmen höher bewertet werde als das Kunstwerk.“
1995 stellte Delia Millar im Catalogue raisonné zur Aquarellmalerei der Royal Collection die dort vorhandenen Arbeiten vor, jedoch erschien erst 2004 eine umfangreiche Biografie zu Leben und Werk durch den Kunstschriftsteller Herbert Zemen.

## Werke (Auswahl)
Das Werkverzeichnis umfasst mit Stand 2004 15 Werke in Museumsbesitz, 28 Aquarelle in der Royal Collection und 223 weitere betitelte Werke, vorwiegend ermittelt aus den Einlaufbüchern des Künstlerhauses.

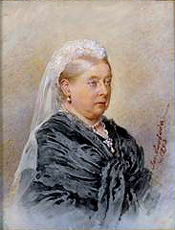
Queen Victoria, 1893, Aquarell
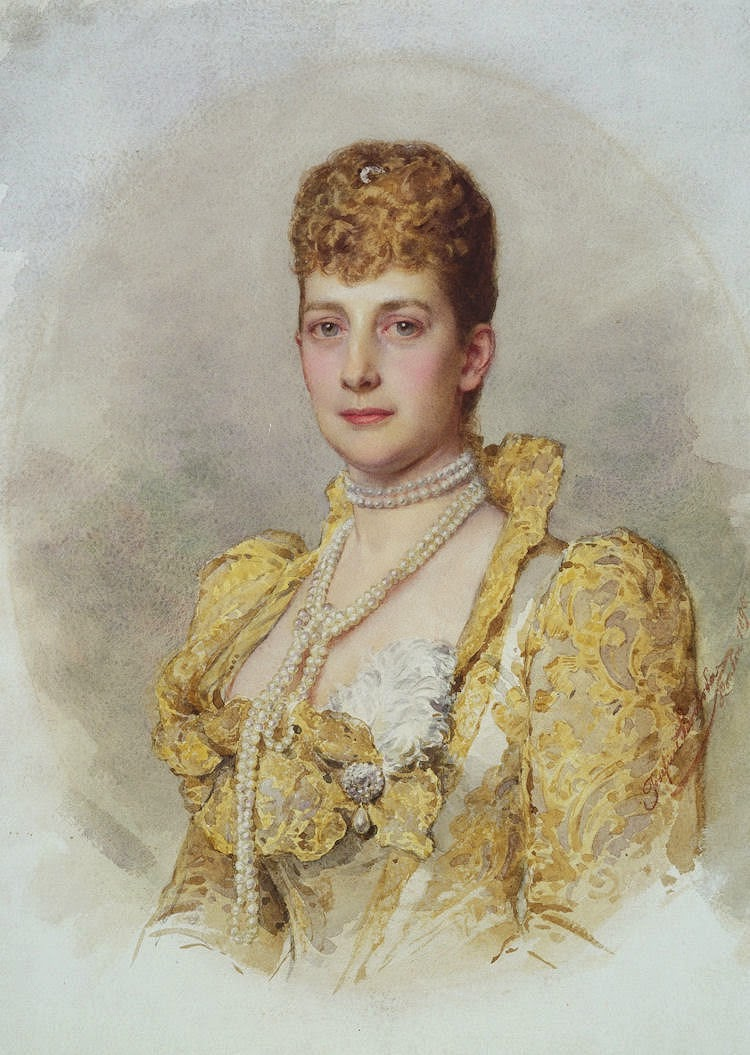
Queen Alexandra when Princess of Wales, 1895, Aquarell

Werke in Sammlungen
- Historisches Museum der Stadt Wien
  - Porträt: Excellenz Dr. Anton von Banhans, 1886, Öl auf Leinwand, 92 × 69 cm
  - Porträt: Eduard Swoboda, 1885, Öl auf Leinwand, 100 × 74 cm
  - Frauenporträt, ohne Jahr, Bleistift, 11,5 × 14,5 cm, als Karikatur
  - Porträt: Charlotte Krenn, 1911, Bleistift, darüber Aquarell, 30,6 × 23,7 cm
  - Selbstbildnis, 1880, Bleistift, 30,4 × 21 cm, als Karikatur
  - Porträt: Wilhelmine Weisse, ohne Jahr, Aquarell, als Kriegsverlust verzeichnet
- Graphische Sammlung Albertina, Wien
  - Nähende Frau mit Holländerhäubchen, ohne Jahr, Kreidezeichnung
  - Vier Handstudien, ohne Jahr, Kreidezeichnung
  - Blumenstück, ohne Jahr, Aquarell
  - Fensterecke, ohne Jahr, Aquarell
  - Motiv aus Hallstatt, ohne Jahr, Aquarell
- Royal Collection, Royal Library, Windsor Castle, England
- Illustrationen in Zeitschriften:
  - Porträt: Carl Hasch, ohne Jahr, Bleistift, 30,3 × 28,8 cm